# Isola di Skryplëv
L'isola di Skryplëv (in russo Остров Скрыплёва, ostrov Skryplëva) è un'isola russa che fa parte dell'arcipelago dell'imperatrice Eugenia ed è bagnata dal mar del Giappone.
Amministrativamente appartiene al Frunzenskij rajon della città di Vladivostok, nel Territorio del Litorale, che è parte del Circondario federale dell'Estremo Oriente.

## Geografia
L'isola è bagnata dalle acque del golfo dell'Ussuri, ovvero la parte orientale del più vasto golfo di Pietro il Grande; si trova 3 km a sud della penisola di Basargin (полуостров Басаргина, poluostrov Basargina) nella costa meridionale della penisola di Murav'ëv-Amurskij, e 1,5 km a nord-est della penisola di Žitkov (полуостров Житкова, poluostrov Žitkov) sull'isola Russkij.
L'isola di Skryplëv è un piccolo isolotto orientato da nord-ovest a sud-est che raggiunge una lunghezza di 200 m e una larghezza di 120 m, per una superficie totale di quasi 0,02 km². L'altitudine massima è di 45,6 m s.l.m.
L'isola è geograficamente divisa in due parti: la kosa settentrionale, ovvero una striscia di terreno pianeggiante, e l'altopiano meridionale, circondato su tre lati da balze rocciose. La costa nord è in effetti occupata da spiagge di ghiaia che a sud, est e ovest iniziano a innalzarsi in alte scogliere. Un'altra piccola spiaggia si trova nel sud.
Sull'isola non ci sono alberi, solo erbe e cespugli sparsi.
Attualmente, il territorio e le acque limitrofe dell'isola sono sotto tutela.
Sulla kosa si trovano un piccolo cimitero per animali domestici e un indicatore di direzione e distanza. Nel punto più alto c'è l'edificio del faro e strutture abitative e a scopo agricolo. Sull'isola sono sempre presenti pochi residenti che si occupano della gestione del faro. Sebbene il terreno non sia molto fertile, alcuni hanno lavorato dei piccoli orti. In precedenza, il custode del faro aveva mantenuto una mucca, importando il fieno dall'isola Russkij. L'acqua, per esigenze tecniche, viene raccolta dalle grondaie dei tetti. Una volta al mese sull'isola arriva un'imbarcazione di servizio, ma per i casi di massima urgenza i residenti hanno comunque a disposizione una lancia a motore.

## Storia
L'isola deve il suo nome a K.G. Skryplëv, comandante della corvetta Novik, che effettuò indagini idrografiche nel golfo di Pietro il Grande nel 1862.
Sull'isola si trova un faro del 1865, che è servito come punto di riferimento per tutte le navi ed è uno dei biglietti da visita di Vladivostok. Accanto al faro principale, si trovano anche un radiofaro e un nautofono.
Tra i marinai, un nome non ufficiale dell'isola è "Кочка" (Kočka), che significa gobba.